# Alfred Marie Augustine Saint-Yves
Alfred Marie Augustine Saint-Yves (1855 - 1933) foi um militar, botânico e agrostólogo francês.
Estudou em particular o género Festuca L.

## Honras
Em sua honra nomeou-se o género:
- (Poaceae) Yvesia A.Camus 1927[3]